# North Washington (Maine)
North Washington es un territorio no organizado ubicado en el condado de Washington en el estado estadounidense de Maine. En el Censo de 2010 tenía una población de 499 habitantes y una densidad poblacional de 0,19 personas por km².

## Geografía
North Washington se encuentra ubicado en las coordenadas 45°9′46″N 67°48′1″O / 45.16278, -67.80028. Según la Oficina del Censo de los Estados Unidos, North Washington tiene una superficie total de 2633.62 km², de la cual 2384.88 km² corresponden a tierra firme y (9.44%) 248.72 km² es agua.

## Demografía
Según el censo de 2010, había 499 personas residiendo en North Washington. La densidad de población era de 0,19 hab./km². De los 499 habitantes, North Washington estaba compuesto por el 98.4% blancos, el 0% eran afroamericanos, el 0.8% eran amerindios, el 0.4% eran asiáticos, el 0% eran isleños del Pacífico, el 0% eran de otras razas y el 0.4% pertenecían a dos o más razas. Del total de la población el 0.4% eran hispanos o latinos de cualquier raza.